# Манёвр прусского корпуса Клейста (1813 год)
Манёвр прусского корпуса генерала Фридриха фон Клейста – войсковая операция, проведенная с 29 по 30 августа 1813 года в районе  Нолледдорфа (Рудные горы), решившая задачу по окружению войск  Вандама под Кульмом.  Замысел операции принадлежал русскому императору   Александру  I.  За выполненный манёвр король Пруссии Фридрих Вильгельм III возвел Клейста в графское достоинство с наименованием «граф Клейст фон Ноллендорф».

## Предыстория
Богемская армия после поражения под Дрезденом с обозами и артиллерией отступала проселочными, едва проходимыми дорогами через Рудные горы  в Богемию. 28 августа корпус  Остермана-Толстого, стоял между Пирной и Цегистой. Корпус Вандама располагался фронтом к Остерману и перекрывал путь к шоссе на Петерсвальд.  Утром 28 августа от Барклай-де-Толли поступило предписание Остерману двигаться на Максен в случае занятия французами пути на Петерсвальд.  Принц Евгений (двоюродный брат Александра I) убедил Остермана и Ермолова отказаться от предписания.  Он предложил смелый план: быстрым марш-броском от Цегиста до Гисгюбеля опередить Вандама на шоссе к Петерсвальд, занять выходы из Рудных гор прежде французов, прикрыть отступление Богемской армии.  С целью реализации замысла было осуществлено ложное нападение на французские позиции у Кричвица и высоты Кольберг. Решительные «атаки русских войск заставили Вандама направить силы к своему правому флангу, оставив у Гисгюбеля и Геллендорфа слабые отряды». Маневр был успешно осуществлен.  Русскому корпусу Остермана-Толстого удалось опередить войска Вандама, встать преградой последним на пути к выходам из Рудных гор и занять позицию у Пристена в предстоящем с 29 по 30 августа 1813 года сражении под Кульмом.
Вандам весь день 28 августа упорно преследовал русские войска на шоссе к Петерсвальд.  Он был уверен в том, что следом идут основные силы Наполеона. Однако, 29 августа Наполеон отказался от удара в тыл корпусу Остермана и внезапно возвратился из Пирны в Дрезден: к известию о поражении маршала Удино при Гросберене добавилась весть о победе Силезской армии под командованием  Блюхера на реке Кацбах. Войска Сен-Сира и Мортье, которые ранее планировали оказать содействие Вандаму, также изменили направления действий: Сен-Сир повернул к Максену, Мортье остановился у Пирны. При таких обстоятельствах, Вандам остался в одиночестве в тылу Богемской армии.

## Замысел операции
Утром 29 августа император Александр I в сопровождении свиты направлялся из Альтенбурга в Дукс к новому месту  Главной квартиры.  У села Краупен Александр, услышав грохот боя,  поднялся на высоту и, видя «опасное положение корпуса Остермана у Кульма», тотчас приказал повернуть отступающие австрийские войска графа Коллоредо на усиление Остермана. Одновременно, поручил офицеру свиты генералу Жомини перенаправить отступающие боеспособные части союзных войск к Кульму.  Император Александр I  понял, что настало время окружить и уничтожить изолированный французский корпус.  С целью реализации замысла он направил полковника Шёлера к прусскому генералу Клейсту  с просьбой повернуть прусский корпус, который отступал от селения Фюрстенвальд к Теплицу,  в сторону шоссе на Ноллендорф и ударить в тыл Вандаму. На совещании в Главной квартире союзные монархи Александр I, Фридрих-Вильгельм III, и главнокомандующий Богемской армией князь Шварценберг определили время атаки войск Вандама с фронта и тыла. Полковник Шёлер вновь был послан к генералу Клейсту с приказом «по возможности стараться появиться у Ноллендорфа  30 августа около 10 часов утра». Барклай-де-Толли, приняв командование над всеми союзными войсками у Кульма, должен был атаковать Вандама с фронта «не прежде, чем получит сведения о появлении войск Клейста у Ноллендорфа».

## Подготовка операции
Поздно вечером 29 августа в Фюрстенвальд к Клейсту прибыл посыльный от императора Александра I полковник Шёлер.
Посланные разъезды подтвердили отсутствие неприятеля на шоссе со стороны Петерсвальд. Авангард Сен-Сира прекратил преследование Клейста и остановился у Гласгуте. Учитывая обстоятельства и настойчивую просьбу императора Александра I, на совещании штаба корпуса было принято решение рано утром идти через Стрекенвальд к Ноллендорфу в тыл Вандаму. Полковник Шёлер в ночь с 29 на 30 августа отправился обратно в Теплиц. Клейст поручил полковнику сообщить союзным монархам и Главнокомандующему Богемской армией князю Шварценбергу о принятом решении.
Офицеры с восторгом встретили это отважное известие. Нападение Клейста на Вандама с тыла «делало ему большую честь» и налагало на него огромную ответственность в случае неудачи:  была уверенность, что Наполеон  со всей своей армией двинется вслед за  Вандомом в Богемию.

## Ход операции
Вечером 29 августа Клейст приказал уничтожить обозы, которые затрудняли движение корпуса и «оставить те, без которых нельзя обойтись».  Отряд   Цитена (4 фузелёрных  батальона, 2 гусарских полка с 6-ти фунтовой пешей батареей и 4 конных орудия) был направлен к селению Петерсвальд для наблюдения за шоссе и прикрытия со стороны  Кёнигштайна. В 5 утра главные силы корпуса (32 батальона, 32 эскадрона, 10 батарей) выступили к Ноллендорфу через Стрекенвальд.  При подходе к шоссе была замечена вражеская колонна с обозами, которая двигалась в сторону Ноллендорфа.  2 -ой гусарский полк под командованием Блюхера (сын   Гебхарда Блюхера) «кинулся на неприятеля и захватил обоз». Боестолкновение задержало движение корпуса Клейста. Прусские колонны подошли к Ноллендорфскому перевалу не ранее 10 часов утра.
В половине девятого утра войска правого крыла союзных войск у Пристена силами кавалерии Кнорринга, двух дивизий графа Коллоредо, четырех батальонов Абеля при поддержке Татарского уланского полка и Лейб-кирасирского полка её Величества атаковали войска левого крыла французов и прижали их к Кульму.
Союзные монархи Александр I и Фридрих Вильгелм III на высоте у Шлосберна с «нетерпением ожидали появление Клейста в тылу Вандама».
На Ноллендорфском  перевале раздались выстрелы: с горных теснин дебушировались части прусского корпуса Клейста.  Французы, приняв вражеские войска за авангард основных сил Наполеона, встретили их появление радостными восклицаниями, барабанным боем, звуками труб.
Вандам, убедившись, что путь отступления его корпуса заблокирован прусскими войсками у местечка Арбезау, приказал командирам подразделений оставить всю артиллерию и пробиваться к селению Петерсвальд.
Для сдерживания французов «под рукой у Клейста» была лишь бригада  Пирха: прусская колонна продолжала постепенно дебушироваться с гор. Войска Клейста заняли селение Обер-Арбезау. Однако, из Нидер-Арбезау выбить французов не было возможности.   В кровопролитных схватках погибло много прусских офицеров.  В том числе командир 10-го полка принц Ангальт-Плесский. Отступающая лавина французских войск буквально смяла заградительную позицию прусских войск. Все усилия офицеров навести порядок не имели успеха.  Прусские офицеры действовали геройски: принц Август «соскочил с лошади, схватил знамя 2-го Силезского полка и повел пехотинцев в атаку». Однако, в этот момент на них двинулась французская кавалерия генерала  Корбино.  Прусские артиллеристы успели выстрелить картечью только из одного 12-фунтового орудия. Много всадников погибло, другие изрубили прислугу и канониров. Прусская пехота «бросилась в обе стороны от шоссе». Принц Август, чудом уцелев, пробился к своим.  Французской кавалерии Корбино удалось прорваться к Петерсвальду. Однако, французская пехота Рейса была остановлена прусским отрядом Цитена. Дивизии  Филиппона и  Дюверне, атакованные союзными войсками, были отброшены к горным теснинам.

## Итог операции
Богданович писал, что «по странному стечению обстоятельств, в победе при Кульме сомневался лишь тот, прибытие которого окончательно решило участь сражения». Генерал Клейст, видя свой корпус полностью  рассеянным, подвергаясь смертельной опасности, «окольными тропинками», сумел выйти в место расположения бригады Цитена.  Бригада двигалась в сопровождении русского генерал-майора  Дибича от Ноллендорфа к Кульму. Он был поражен, услышав от Дибича о решительной победе. Клейст ожидал, что «будет отдан под суд» за фактическую утрату корпуса. Однако, король Пруссии Фридрих Вильгельм III  наградил его орденом «Чёрного орла». Клейст, сделав шаг назад, сказал: «Я не заслужил, корпус разбит».  Король ответил: «Я знаю все, не в этом дело». Кроме того, Фридрих Вильгельм III возвел Клейста в «графское достоинство» с наименованием «граф Клейст фон Ноллендорфский». Пожаловал ему имение.
Победа под Кульмом имела «весьма решительные последствия» в деле сплочения держав коалиции. Соглашениями от 9 сентября 1813 года в городе Теплиц Австрия, Россия и Пруссия упрочили свой союз.